# Utesnitveni sindrom v muskulofascialni loži
Utesnitveni sindrom v muskulofascialni loži (tudi  kompartmentalni sindrom, angl. compartment syndrome) je otekanje mišic v zaprtem prostoru muskulofascialne lože oziroma mišičnega kompartmenta (katerega od prostorov na udih, omejenega z mišičnimi ovojnicami in izpolnjenega z mišicami, žilami in živci), ki vodi v ishemično okvaro mišic. Zaradi povečanega tlaka v prizadeti muskulofascialni loži je motena prekrvitev tkiva. Najpogosteje je prizadeta roka ali noga.
V osnovi lahko utesnitvene sindrome delimo na primarne in sekundarne ter akutne in kronične. Pri primarnem utesnitvenem sindromu poteka patološki proces znotraj lože, pri sekundarni obliki pa pride do patološkega procesa oziroma poškodbe zunaj nje. Akutni utesnitveni sindrom se lahko kaže z močnimi bolečinami, slabo tipnim pulzom, oteženo gibljivostjo, odrevenelostjo in bledostjo prizadetega uda. Običajno ima dramatično klinično sliko, pri kateri sta nujna hitra prepoznava in pravočasno ukrepanje. Najpogosteje je posledica poškodbe, kot sta zlom kosti ali zmečkanina. Pojavi se lahko tudi obdobju ishemije tkiva, ko se je prekrvitev že povrnila. Manj pogosto so lahko vzroki tudi žilni, iatrogeni ali mehkotkivni.
Diagnoza na splošno temelji na izraženih simptomih. Akutni utesnitveni sindrom se zdravi kirurško, s pravočasno izvedeno fasciotomijo, torej prerezanjem mišične ovojnice. Če prizadet del telesa ni deležen zdravljenja v roku šestih ur, lahko nastopijo trajne poškodbe mišičja ali živcev. Nezdravljeni akutni utesnitveni sindrom podlakta lahko vodi v volkmannovo kontrakturo.
Pri kroničnem utesnitvenem sindromu se bolečina običajno pojavi po obremenitvi, spremlja jo lahko odrevenelost. Po počitku simptomi praviloma prenehajo. Bolečino povzročijo dejavnosti, kot sta kolesarjenje in tek. Najpogosteje, v 95 % primerov, prizadene golen. Navadno ne povzroča trajnih poškodb. Podobne simptome povzročata zlom kosti zaradi preobremenitve in tendinitis. Pogosto specifično zdravljenje ni potrebno. Lahko se uporabi fizikalna terapija, če pa je ta neuspešna, pa je lahko potreben kirurški poseg.
Akutni utesnitveni sindrom se pojavi pri okoli 3 % posameznikov, ki so utrpeli zlom srednje tretjine podlakta. Pogostnost pri zlomih drugih kosti in kronične oblike utesnitvenega sindroma ni znana. Pogosteje se pojavlja pri mlajših od 35 let in pri moških. Prvi ga je opisal Richard von Volkmann leta 1881.